# پریا آناند
پریا آناند (انگلیسی: Priya Anand؛ زادهٔ ۱۷ سپتامبر ۱۹۸۶) یک مدل و بازیگر اهل هند است. وی از سال ۲۰۰۹ میلادی تاکنون مشغول فعالیت بوده‌است.
از فیلم‌هایی که وی در آن نقش داشته‌است، می‌توان به کایام‌کولام کوچونی، شاهزاده، علاف‌ها، بازگشت علاف‌ها، شنا در برابر جزر و مد و لئو اشاره کرد.